# ميكائيل روث
ميكائيل روث (بالسويدية: Mikael Roth)‏ (8 يوليو 1976 بالسويد - ) هو لاعب كرة قدم سويدي في مركز الدفاع. لعب مع نادي مالمو ونادي نوركوبنغ وFC Rosengård 1917 ‏ وHöörs IS ‏.

## وصلات خارجية
- ميكائيل روث على موقع اتحاد السويد (السويدية)
- ميكائيل روث على موقع قاعدة بيانات كرة القدم.إي يو (الإنجليزية)